# Jorge Aragão

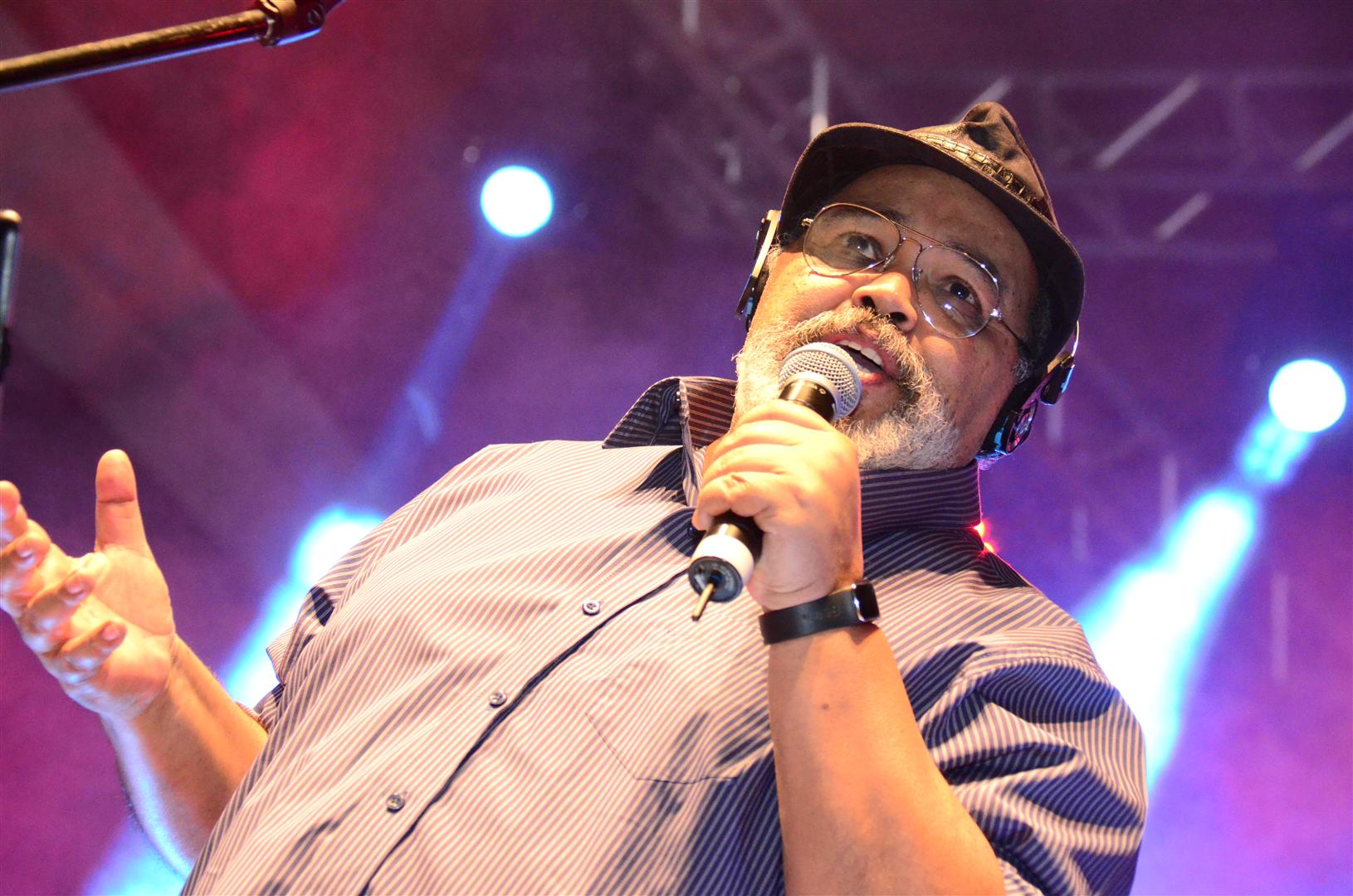
Jorge Aragão, 2014

Jorge Aragão da Cruz (* 1. März 1949 in Rio de Janeiro) ist ein brasilianischer Pagode-Musiker, Sänger und Komponist.

## Leben
Jorge Aragão begann seine musikalische Karriere in den 1970er-Jahren in Nachtclubs und Tanzhallen. Als Komponist wurde er 1977 bekannt, als Elza Soares seine Komposition Malandro für die Gruppe Jotabê produzierte. Aragão war Gründungsmitglied der Gruppe Fundo de Quintal, welche die Stilrichtung des Pagode initiierte. Nach dem Ausstieg bei Fundo de Quintal begann Aragão seine Solokarriere. 1982 erschien sein Debütalbum Jorge Aragão beim Plattenlabel Ariola. Als Kenner des Karnevals in Rio de Janeiro kommentierte er die Karnevalsumzüge auf TV Globo, Manchete und in den letzten Jahren das Projekt Carnaval do Povão des Senders CNT. Von Jorge Aragão erschienen bislang zwölf Alben, er trat in verschiedenen Städten Brasiliens auf und hatte eine Tournee in den USA.
Viele Samba- und Pagodekünstler wie Beth Carvalho, Alcione, Zeca Pagodinho und Martinho da Vila spielen Kompositionen von Jorge Aragão. Zu seinen größten Erfolgen gehören Songs wie Coisinha do Pai (zusammen mit Almir Guineto und Luiz Carlos); der 1997 in der Interpretation von Carvalho dem NASA-Roboter Mars Pathfinder mitgegeben wurde, Coisa de Pele, Vou Festejar, Alvará, Terceira Pessoa, Amigos … Amantes, Do Fundo do Nosso Quintal und Enredo do Meu Samba. Sein Titel Eu e Você Sempre wurde im Jahr 2000 von der Gruppe Exaltasamba gespielt. Jorge Aragão ist seit über 30 Jahren als MPB-Künstler aktiv und wird zu den ‚Veteranen des Sambas‘ gezählt. 2002 nahm Jorge Aragão das Album Jorge Aragão Ao vivo Convida mit verschiedenen Pagodemusikern wie Zeca Pagodinho, Alcione, Elza Soares, Beth Carvalho, Emílio Santiago und Leci Brandão auf. Eine weitere CD wurde im Canecão, einem Veranstaltungsort in Rios Stadtviertel Botafogo, live aufgenommen. Im Juni 2011 feierte Aragão seine 30-jährige Bühnenkarriere mit einem Konzert in Curitiba.

## Diskografie

### Alben
- Coisa de Pele (1986)
- Raiz e Flor (1988)
- Bar da Esquina (1989)
- A Seu Favor (1990)
- Chorando Estrelas (1992)
- Um Jorge (1993)
- A Cena (1994)
- Sambista A Bordo (1997)
- Sambaí (1998)
- Jorge Aragão Ao Vivo (1999, BR: ×2Doppelplatin )[4]
- Tocando o Samba (1999)
- Jorge Aragão Ao Vivo 2 (2000, BR: ×2Doppelplatin )
- Todas (2001)
- Ao Vivo Convida (2002, BR: Gold)
- Da Noite pro Dia (2003, BR: Gold)
- Jorge Aragão Ao Vivo 3 (2004)
- Eaí? (2006)
- Coisa de Jorge (2007)

### Videoalben
- Ao Vivo Convida (2002, BR: Platin)
- Da Noite pro Dia (2003, BR: Platin)